# Nguyễn Thái
Nguyễn Thái (sinh ngày 30 tháng 1 năm 1930) là cựu quan chức chính phủ Việt Nam Cộng hòa đã dám chỉ trích chế độ của Tổng thống Ngô Đình Diệm vì tội tham nhũng. Ông là quan chức cấp cao đầu tiên lên tiếng phản đối nạn tham nhũng của nhà họ Ngô. Từ thập niên 1990, ông ra sức vận động hòa hợp hòa giải dân tộc ở Việt Nam và các nơi khác.

## Tiểu sử

### Quan hệ với Ngô Đình Diệm
Năm 1952, Thái — lúc đó đang là nghiên cứu sinh tại Cornell — lần đầu tiên gặp Diệm khi còn là một người lưu vong chính trị ở Lakewood, New Jersey và giúp ông tiếp xúc với các chính trị gia và giới học giả Mỹ. Ông quay trở lại Sài Gòn vào năm 1954 và trở thành một trong những phụ tá thân cận nhất của Tổng thống Diệm. Cuối năm 1961, ông từ chức Tổng Giám đốc Việt Tấn Xã để nhận Học bổng Nieman về Báo chí tại Harvard (1962–1963). Năm 1962, ông cho xuất bản cuốn Is South Vietnam Viable? (tạm dịch: Miền Nam Việt Nam Có Tồn Tại Được Không?), vạch trần tệ nạn tham nhũng của chế độ độc tài họ Ngô và dự đoán chính xác về cuộc đảo chính tháng 11 năm 1963 sẽ lật đổ chế độ Diệm một năm sau đó.

### Sau thời Đệ Nhất Cộng hòa
Thái trở về Sài Gòn theo lời mời của chính quyền mới sau đảo chính, nhưng sau một thời gian ngắn làm việc với chính quyền của các tướng lĩnh trong Hội đồng Quân nhân Cách mạng, ông bất mãn và rời bỏ công việc nhà nước để chuyển sang làm việc cho khu vực tư nhân. Ông thành lập IBA Ltd., đại lý độc quyền của hãng Honda tại Việt Nam, phá vỡ thế độc quyền nhập khẩu xe máy để đưa hàng triệu xe máy Honda đầu tiên vào Việt Nam, giúp Honda chiếm ưu thế trên thị trường xe máy tại Việt Nam.
Thái bị mất chân trái trong một cuộc tấn công khủng bố của Mặt trận Dân tộc Giải phóng miền Nam Việt Nam ở Huế vào tháng 5 năm 1967. Ông vội sang Mỹ để phục hồi sức khỏe và cùng gia đình định cư thường trú tại Oakland, California. Cho đến khi Việt Nam Cộng hòa sụp đổ vào cuối tháng 4 năm 1975, ông đã thúc giục — nhưng không thành công — những người liên hệ ở Sài Gòn của ông hãy thay đổi hướng đi để tránh thảm họa cuối cùng.

### Sau ngày 30 tháng 4 năm 1975
Năm 1990, Nguyễn Thái là cựu quan chức cấp cao đầu tiên của chính phủ Việt Nam Cộng hòa đến thăm Việt Nam Cộng sản kể từ khi chế độ cũ sụp đổ. Kể từ đó, ông đã thực hiện nhiều chuyến thăm tiếp theo nhằm ủng hộ sự hòa giải thực sự giữa phe chống Cộng ở miền Nam và phe Cộng sản ở miền Bắc. Ông còn thực hiện một số chuyến thăm tới Nga, Ukraina, Belarus và các quốc gia khác trước đây nằm sau Bức màn sắt với niềm tin rằng thế giới ngày nay cần sự hiểu biết lẫn nhau giữa tất cả các quốc gia.
Nguyễn Thái có tên trong danh sách Who's Who In Asia thập niên 1960. Ông là thành viên của SRI International vào thập niên 1960.